# Пузырник (род папоротниковых)
Пузы́рник (лат. Cystopteris) — род папоротников семейства Пузырниковые (Cystopteridaceae) порядка Многоножковые (Polypodiales).

## Описание
Небольшие многолетние растения высотой от 5 до 40 см. Корневища черноватые, тонкие (1-2 мм), ползучие. Вайи ланцетной или треугольной формы, перисто-рассечённые несколько раз, их конечные доли с заострёнными зубцами. Индузии прикреплены к основанию спорангия и, изгибаясь, нависает в виде колпачка над ним. Сорусы немого приподняты.

## Места обитания
Виды рода встречаются хвойных и хвойно-широколиственных лесах. По шкалам Элленберга представители пузырники растут на влажных, щелочных, богатых соединениями кальция почвах, предпочитают затенённые местообитания. К содержанию азота не требовательны.

## Хозяйственное значение
Пузырники ограничено могут использоваться как декоративные растения за затенённых, каменистых участках в сочетании с другими скальными растениями. Легко размножается спорами и вегетативно. Имеет лекарственные свойства. Экстракты и отвары используют как тонизирующее, мягчительное, жаропонижающее, отхаркивающее, антигельминтное и бактериостатическое средство.

## Классификация
Во многих российских определителях род относят к семейству кочедыжниковые. В 2001 российский птеридолог А. И. Шмаков повысил ранг подсемейства Cystopteridinae до уровня семейства. В пределах семейства наиболее близким родом считают Acystopteris. Позднее это было подтверждено молекулярно-генетическими данными. По состоянию на 2015 год в состав рода включали 27 видов Распространён в умеренной зоне северного полушария. Южнее встречаются горных районах в Андах, Гималаях. Также известны в Австралии, Новой Зеландии, Гавайях и Южной Африке. В России встречается шесть видов:
- Cystopteris alpina (Jacq.) Desv.
- Cystopteris bulbifera (L.) Bernh.
- Cystopteris deqinensis Z.R. Wang
- Cystopteris fragilis (L.) Bernh. — Пузырник ломкий
- Cystopteris fumarioides (C. Presl) Kunze
- Cystopteris guizhouensis X.Y. Wang & P.S. Wang
- Cystopteris × illinoensis R.C. Moran
- Cystopteris javensis (Willd.) Desv.
- Cystopteris kansuana C. Chr.
- Cystopteris laurentiana (Weath.) Blasdell (pro hybr.)
- Cystopteris membranifolia Mickel
- Cystopteris millefolia Mickel & Tejero
- Cystopteris modesta Ching
- Cystopteris montana (Lam.) Bernh. ex Desv.
- Cystopteris moupinensis Franch.
- Cystopteris pellucida (Franch.) Ching
- Cystopteris protrusa (Weath.) Blasdell
- Cystopteris reevesiana Lellinger
- Cystopteris regia (L.) Desv.
- Cystopteris sudetica A. Braun & Milde
- Cystopteris tennesseensis Shaver
- Cystopteris tenuis (Michx.) Desv.
- Cystopteris tibetica Z.R. Wang
- Cystopteris utahensis Windham & Haufler
- Cystopteris villosa (Bory ex Willd.) Desv.
- Cystopteris × wagneri R.C. Moran

## Кариология
Число хромосом варьирует за счёт полиплоидизации. У наиболее хорошо изученного и широко распространённого вида Cystopteris fragilis в Европе, Северной Америке, Японии и Индии обычно встречаются тетра- и гексаплоидные формы с 84 и 126 хромосомами. Максимальное число хромосом у этого вида зарегистрировано в Монголии 210 хромосом.